# Distretto di Acochaca
Il distretto di Acochaca è un distretto del Perù nella provincia di Asunción (regione di Ancash) con 3.720 abitanti al censimento 2007 dei quali 220 urbani e 3.500 rurali.
È stato istituito il 30 dicembre 1983.